# Macistes größtes Abenteuer
Macistes größtes Abenteuer (Originaltitel: Maciste contro il vampiro) ist ein italienischer mythologischer Abenteuerfilm mit Horrorelementen, den Giacomo Gentilomo im Jahr 1961 inszenierte. Er wurde in Deutschland erst am 14. August 1964 erstaufgeführt.

## Inhalt
Nach der Rettung des Kindes Ciro vor einem Seeungeheuer kehrt Maciste in sein Heimatdorf zurück und findet es von arabischen Piraten überfallen vor; seine Mutter stirbt in seinen Armen und seine Verlobte Guja ist zusammen mit den anderen Mädchen des Dorfes entführt worden. Maciste zieht los, um Rache zu üben, und trifft im Land Salmanak des Sultans Omar ein, der jedoch unter der Knute eines Vampirs, Kobrak, steht, dessen Opfer Blut für seine willenlosen Zombie-Sklaven liefern sollen. Zusammen mit dem König des Reiches der Unterwelt, Kurtick, kann der starke Held den Vampir besiegen, obwohl dieser sogar in seine Haut schlüpft und Maciste also gegen sich selbst kämpfen muss, und das Gute wieder an die Regierung kommen lassen.

## Kritik
„Schön doof, aber immer wieder eine wahre Freude zum Ansehen.“

„Weiteres Produkt aus dem italienischen Serienkino mit plumper Handlung und lächerlichen Dialogen.“

## Bemerkungen
Einige Szenen wurden von Sergio Corbucci inszeniert.
In der internationalen englischen Fassung wurde Maciste zu Goliath.